# Paola Bueno
Paola Bueno Calvillo (* 18. Februar 2003) ist eine mexikanische Leichtathletin, die sich auf den Hammerwurf spezialisiert hat.

## Sportliche Laufbahn
Erste internationale Erfahrungen sammelte Paola Bueno im Jahr 2019, als sie bei den U18-NACAC-Meisterschaften in Santiago de Querétaro mit einer Weite von 59,43 m die Goldmedaille mit dem leichteren 3-kg-Hammer gewann. 2021 schied sie bei den U20-Weltmeisterschaften in Nairobi mit 56,59 m in der Qualifikationsrunde aus und anschließend belegte sie bei den erstmals ausgetragenen Panamerikanischen Juniorenspielen in Cali mit 58,41 m den siebten Platz. Im Jahr darauf gewann sie bei den U20-Weltmeisterschaften in Cali mit 62,74 m die Silbermedaille.
In den Jahren 2021 und 2022 wurde Bueno mexikanische Meisterin im Hammerwurf.